# جون روذرفورد
جون روذرفورد (بالإنجليزية: John Rutherford)‏ (4 مارس 1907 في المملكة المتحدة - ) هو لاعب كرة قدم بريطاني في مركز الوسط. لعب مع نادي أرسنال ووست هام يونايتد.

## وصلات خارجية
- جون روذرفورد على موقع قاعدة بيانات كرة القدم.إي يو (الإنجليزية)